# Quintanilla (Lamasón)
Quintanilla es una población del municipio cántabro de Lamasón, en España. Tenía en 2022 una población de 78 habitantes (INE), siendo la localidad más habitada del municipio. Se encuentra a 280 m s. n. m. y dista medio kilómetro de Sobrelapeña, capital municipal. Es un pueblo dedicado sobre todo al sector primario. De su patrimonio destacan dos casonas y su iglesia parroquial, advocada a Santa María y construida en el siglo XVIII. De esta localidad parte una carretera que, superando el Colláu Jozalba (556 m), llega hasta Puentenansa.
La población es anciana mayoritariamente con pocas esperanzas de crecimiento.